# Melisa Wallack
Melisa Wallack (Wayzata, Minnesota, 19 aprile 1968) è una sceneggiatrice e regista statunitense.
Nel 2014 ha ricevuto una nomination ai Premi Oscar 2014 nella categoria della migliore sceneggiatura originale per Dallas Buyers Club (condivisa con Craig Borten).

## Filmografia

### Regista
- Ti presento Bill (Meet Bill), co-regia con Bernie Goldmann (2007)

### Sceneggiatrice
- Ti presento Bill (Meet Bill), anche co-regia con Bernie Goldmann (2007)
- Biancaneve (Mirror Mirror), regia di Tarsem Singh (2012)
- Dallas Buyers Club, regia di Jean-Marc Vallée (2013)
- The Last Witch Hunter - L'ultimo cacciatore di streghe (The Last Witch Hunter), regia di Breck Eisner (2015)